# Neothyonidium dearmatum
Neothyonidium dearmatum är en sjögurkeart som först beskrevs av Arthur Dendy och Hindle 1907.  Neothyonidium dearmatum ingår i släktet Neothyonidium och familjen svanssjögurkor. Inga underarter finns listade i Catalogue of Life.